# Lista de monarcas que abdicaram
A abdicação é um instrumento político através do qual um monarca reinante ou pretendente real renuncia seus direitos ao trono, findando seu reinado ou até mesmo rejeitando o reino antes de ascender ou ser coroado. Ao longo da história, diversos monarcas abdicaram de seus tronos mediante as mais diversas situações políticas. Há monarcas que abdicaram de seus tronos em favor de um herdeiro mais jovem ou de maior aceitação popular e monarcas que foram forçados à abdicar em meio a uma crise política, sendo sucedidos por outra figura monárquica ou até mesmo por uma transição de regime.
Dentro de cada Estado monárquico, a abdicação é interpretada e regulamentada de uma maneira distinta. Em alguns países, o ato do monarca de abdicar é tido como sinal de crise real e visto negativamente pela população enquanto em outros países pode indicar um gesto de liderança para com seus súditos. Por exemplo, a abdicação de Eduardo VIII do Reino Unido em 1936 gerou uma crise política que só foi estabilizada com a coroação de seu irmão, Jorge VI. Mediante este cenário histórico, tornou-se uma tradição que monarcas britânicos nunca renunciem. Por outro lado, o Japão possui um longo histórico de monarcas que abdicaram voluntariamente em favor de um herdeiro mesmo em tempos de estabilidade política, como foi o caso mais recente de Akihito que deixou o trono para seu filho Naruhito em 2019.

## Monarcas que abdicaram

### Era moderna
| Monarca  | Monarca                        | Estado monárquico         | Coroação                | Abdicação               | Nota(s) |
| -------- | ------------------------------ | ------------------------- | ----------------------- | ----------------------- | --- |
|          | Go-Hanazono                    | Japão                     | 21 de janeiro de 1430   | 21 de agosto de 1464    | Em 1464, abdicou do trono em favor de seu filho que viria a ser entronizado como Go-Tsuchimikado. |
|          | Bajazeto II                    | Império Otomano           | 22 de maio de 1481      | 24 de abril de 1512     | Bajazeto II enfrentou uma disputa sucessória entre seus filhos Selim I e Şehzade Ahmet. Diante de uma iminente guerra sucessória em Constantinopla, Bajazeto II abdicou do trono em 1512 e se auto-exilou em Didimoteico.                                                                                |
|          | Carlos I                       | Espanha                   | 23 de janeiro de 1516   | 16 de janeiro de 1556   | Em 16 de janeiro de 1556, Carlos (V como Sacro Imperador Romano e I como Rei da Espanha) abdicou do trono espanhol em favor de seu filho, Filipe II. Também abdicou voluntariamente de suas posses germânicas e do título de Sacro Imperador Romano em favor de seu irmão Fernando I.                    |
| Carlos V | Sacro Império Romano-Germânico | 28 de junho de 1519       | 27 de agosto de 1556    |                         | Em 16 de janeiro de 1556, Carlos (V como Sacro Imperador Romano e I como Rei da Espanha) abdicou do trono espanhol em favor de seu filho, Filipe II. Também abdicou voluntariamente de suas posses germânicas e do título de Sacro Imperador Romano em favor de seu irmão Fernando I.                    |
|          | Maria I                        | Escócia                   | 9 de setembro de 1543   | 24 de julho de 1567     | Em 1566, Maria I foi aprisionada por forças leais à sua prima, Isabel I, e forçada a abdicar em meio a uma grande crise interna. Em 1587, após mais de uma década de tentativas de reassumir o trono, Maria foi executada.                                                                               |
|          | Cristina                       | Suécia                    | 20 de outubro de 1650   | 6 de junho de 1654      | Nos anos finais de seu reinado, Cristina enfrentou uma onda de impopularidade por sua conversão secreta ao catolicismo e seu voto celibatário. Em 1654, diante do agravamento da crise política, Cristina abdicou do trono e exilou-se em Roma.                                                          |
|          | João II Casimiro               | República das Duas Nações | 19 de janeiro de 1649   | 16 de setembro de 1668  | Após sucessivas derrotas militares, João II Casimiro passou a enfrentar oposição de seu irmão Henrique Júlio de Condé até que abdicou do trono em 1668 e exilou-se na França como abade. |
|          | Jaime II                       | Inglaterra Escócia        | 23 de abril de 1685     | 11 de dezembro de 1688  | Diante de uma grave crise política, Jaime II foi deposto e forçado à abdicação durante a Revolução Gloriosa em 1688. Em 1696, durante a Guerra dos Nove Anos, Jaime II tentou reassumir o trono mas foi capturado e retornou para o exílio na corte de Luís XIV de França, seu primo.                    |
|          | Ulrica Leonor                  | Suécia                    | 19 de março de 1719     | 29 de fevereiro de 1720 | Ulrica Leonor assumiu o trono sueco em 1718 em meio a uma grande oposição por parte da nobreza que apoiava seu sobrinho Carlos Frederico. Em 1720, Ulrica Leonor abdicou do trono em favor de seu marido Frederico I.                                                                                    |
|          | Filipe V                       | Espanha                   | 1 de novembro de 1700   | 15 de janeiro de 1724   | Em 1724, Filipe V abdicou do trono em favor de seu filho Luís I diante da possibilidade de uma nova guerra de sucessão por ser herdeiro direto do trono francês após a morte de Filipe II, Duque d'Orleães no ano anterior.                                                                              |
|          | Vítor Amadeu II                | Sardenha                  | 17 de fevereiro de 1720 | 3 de setembro de 1730   | Em 1730, após um reinado de grandes conquistas territoriais, Vítor Amadeu II abdicou do trono em favor de seu filho Carlos Emanuel III. |
|          | Amade III                      | Império Otomano           | 22 de agosto de 1703    | 20 de setembro de 1730  | Em 1730, Amade III abdicou do trono diante do golpe liderado pelo janízaro Patrona Halil. Foi sucedido por seu filho Mamude I. |
|          | Pedro III                      | Rússia                    | 5 de janeiro de 1762    | 9 de julho de 1762      | Após promover reformas que desagradaram a nobreza, o clero e o exército, Pedro III conquistou a antipatia de quase todos os núcleos de Estado. Durante uma viagem, sua esposa, Catarina II, apoiada pela guarda imperial, ordenou a prisão de Pedro e, alguns dias depois, ele abdicou em nome do filho. |

### Século XIX
| Monarca              | Monarca           | Estado                         | Data de abdicação                                      | Nota(s) |
| -------------------- | ----------------- | ------------------------------ | ------------------------------------------------------ | --- |
| Carlos Emanuel IV    | Carlos Emanuel IV | Sardenha                       | 4 de junho de 1802 (5 anos e 7 meses de reinado)       | Carlos Emanuel IV abdicou voluntariamente do trono sardenho em favor de seu irmão mais novo, Vítor Emanuel I. Sua abdicação, no entanto, foi sequencial de uma série de eventos políticos controversos, incluindo a expansão do Império Napoleônico sobre a região. |
| Francisco II         | Francisco II      | Sacro Império Romano-Germânico | 6 de agosto de 1806 (14 anos e 1 mês de reinado)       | Francisco II abdicou do título de Imperador Romano-Germânico em função da fundação da Confederação do Reno por Napoleão I e a consequente dissolução do Sacro Império Romano. No entanto, Francisco manteve seu título régio de Arquiduque da Áustria até a sua morte, quando foi sucedido por seu filho, Fernando I.                                                                                    |
| Fernando VII         | Fernando VII      | Espanha                        | 6 de maio de 1808 (1 mês de reinado)                   | Fernando VII havia assumido o trono após a abdicação de seu pai, Carlos IV, em meio a uma série de agitações políticas no Motim de Aranjuez. Entretanto, o próprio Fernando VII veio a abdicar do trono semanas depois diante da ocupação napoleônica que estabeleceu José Bonaparte como monarca. |
| Napoleão I           | Napoleão I        | França                         | 11 de abril de 1814 (9 anos e 10 meses de reinado)     | Napoleão assinou o Tratado de Fontainebleau, reconhecendo sua derrota na Guerra da Sexta Coligação e aceitando o exílio na Ilha de Elba. Semanas depois, Napoleão retomou o poder e estabeleceu o Governo dos Cem Dias antes de sua derrota definitiva e a subsequente Restauração dos Bourbon em 1815.                                                                                                  |
| Carlos X             | Carlos X          | França                         | 2 de agosto de 1830 (5 anos e 10 meses de reinado)     | Carlos X teve um reinado instável devido à sua postura conservadora e medidas profundamente impopulares. Ao suspender diversas liberdades individuais com as Ordenações de Julho, Carlos X enfrentou uma rebelião popular generalizada que levou à sua abdicação em favor de Luís Filipe, Duque de Orleães.                                                                                              |
| Pedro I do Brasil    | Pedro I           | Brasil                         | 7 de abril de 1831 (8 anos e 4 meses de reinado)       | Pedro I (IV em Portugal) já era Imperador do Brasil quando sucedeu ao trono português em 1826 e, no mesmo ano, abdicou em favor de sua filha Maria da Glória. Em 1831, diante de uma grave crise política, abdicou do trono brasileiro em favor de seu filho, Pedro de Alcântara, e regressou a Portugal para reivindicar os direitos sucessórios de sua filha contra a ascensão de seu irmão, Miguel I. |
| Miguel I de Portugal | Miguel I          | Portugal                       | 26 de maio de 1834 (5 anos e 11 meses de reinado)      | Miguel I abdicou formalmente do trono português para si e para seus descendentes através da Convenção de Évora Monte, que encerrou decisivamente a Guerra Civil Portuguesa. Meses após o reconhecimento da derrota, Maria II promulgou a Lei do Banimento, exilando Miguel I e seus descendentes do território português e sem qualquer possibilidade reivindicar o trono futuramente.                   |
|                      | Guilherme I       | Países Baixos                  | 7 de outubro de 1840 (25 anos e 6 meses de reinado)    | Guilherme I abdicou em favor de seu filho Guilherme II devido a conflitos políticos sobre a constituição do país e sua intenção em casar-se com a católica e belga Henriqueta d'Oultremont. |
| Luís Filipe I        | Luís Filipe I     | França                         | 24 de fevereiro de 1848 (17 anos e 6 meses de reinado) | Após sofrer vários atentados, Luís Filipe I foi obrigado a adotar políticas mais rígidas e centralizadoras que desagradaram gradativamente a população francesa. Após a deflagração da Revolução de Fevereiro de 1848, Luís Filipe abdicou em favor de seu neto, Luís Filipe, Conde de Paris, que não foi reconhecido como monarca legítimo pelos revolucionários.                                       |
| Fernando I           | Fernando I        | Áustria                        | 2 de dezembro de 1848 (13 anos e 9 meses de reinado)   | Fernando I abdicou em favor de seu sobrinho, Francisco José, temendo o avanço do caos político e social deflagrado pelas Revoluções de 1848. |
|                      | Isabel II         | Espanha                        | 25 de junho de 1870 (26 anos e 7 meses de reinado)     | Isabel II buscou refúgio na França em 1868 após sua derrota na Revolução Gloriosa Espanhola e a subsequente instauração da República de Espanha. Entretanto, Isabel II abdicou formalmente do trono somente em 1870 em favor de seu filho, Afonso de Bourbon. |

### Século XX
| Monarca | Monarca        | Estado monárquico | Coroação               | Abdicação              | Nota(s) |
| ------- | -------------- | ----------------- | ---------------------- | ---------------------- | --- |
|         | Nicolau II     | Rússia            | 26 de maio de 1846     | 15 de março de 1917    | Nicolau II abdicou do trono russo em meio a uma profunda crise política gerada pela Revolução de Fevereiro, fase inicial da Revolução Russa de 1917. O monarca abdicou em favor de seu irmão, Miguel Alexandrovich, que recusou assumir o trono e levou ao encerramento abrupto de séculos de reinado da Casa de Romanov. |
|         | Constantino I  | Grécia            | 18 de março de 1913    | 11 de junho de 1917    | Durante os últimos anos de seu reinado, Constantino I enfrentou forte oposição do Primeiro-ministro Eleftherios Venizelos sobre a possibilidade de envolvimento do país na Primeira Guerra Mundial. A discordância entre as duas figuras resultou uma forte crise civil em todo o país, conhecida como Cisma Nacional. Constantino I abdicou do trono diante da pressão internacional dos Aliados e foi sucedido por seu filho, Alexandre.                                       |
|         | Maria Adelaide | Luxemburgo        | 18 de junho de 1912    | 14 de janeiro de 1919  | Nos últimos meses de seu reinado, Maria Adelaide enfrentou uma grande onda política e uma crítica internacional. Após uma onda de levantes republicanos, a monarca negociou com seu governo e abdicou em favor de sua irmã mais nova, Carlota, com a finalidade de manter a estabilidade da monarquia. |
|         | Guilherme II   | Alemanha          | 15 de junho de 1888    | 9 de novembro de 1918  | Guilherme II enfrentou forte oposição política interna após as sucessivas derrotas germânicas na Primeira Guerra Mundial. Suas tentativas fracassadas de conciliar seus interesses com as exigências do Reichstag culminaram no enfraquecimento de sua posição como monarca. Durante a Revolução de Novembro, forças políticas leais ao Chanceler Friedrich Ebert proclamaram oficialmente a República Alemã, forçando o exílio de Guilherme II nos Países Baixos, onde abdicou. |
|         | Eduardo VIII   | Reino Unido       | 20 de janeiro de 1936  | 11 de dezembro de 1936 | Eduardo VIII passou a enfrentar uma forte oposição dos setores mais conservadores da elite britânica e da própria família real diante de sua vontade expressa de casar-se morganaticamente com a socialite Wallis Simpson. Com o agravamento da crise de abdicação e a oposição irredutível de diversos setores da sociedade e governo britânicos, Eduardo VIII abdicou do trono em favor de seu irmão mais novo, Alberto, Duque de Iorque.                                      |
|         | Guilhermina    | Países Baixos     | 6 de novembro de 1898  | 4 de setembro de 1948  | Após completar seu jubileu de ouro, Guilhermina abdicou voluntariamente do trono neerlandês em favor de sua filha, Juliana, em 1948, para tratar seus problemas de saúde. |
|         | Juliana        | Países Baixos     | 6 de setembro de 1948  | 30 de abril de 1980    | Em 1980, Juliana abdicou voluntariamente do trono neerlandês em favor de sua filha, Beatriz. |
|         | Carlota        | Luxemburgo        | 14 de janeiro de 1919  | 12 de novembro de 1964 | Em 1964, após ficar afastada do governo por problemas de saúde, Carlota abdicou em nome de seu filho, João. |
|         | Letsie III     | Lesoto            | 12 de novembro de 1990 | 25 de janeiro de 1995  | Letsie III abdicou do trono em favor de seu pai, Moshoeshoe II, em 1995. No entanto, retornou ao trono no ano seguinte após a morte deste. É, desde então, o presente monarca do país. |

### Século XXI
| Monarca | Monarca          | Estado monárquico | Coroação               | Abdicação             | Nota(s) |
| ------- | ---------------- | ----------------- | ---------------------- | --------------------- | --- |
|         | João             | Luxemburgo        | 12 de novembro de 1964 | 7 de outubro de 2000  | Após um longo reinado, João abdicou do trono em 2000 e foi sucedido por seu filho Henrique.                                                                          |
|         | Norodom Sihanouk | Camboja           | 24 de setembro de 1993 | 7 de outubro de 2004  | Em 2004, Norodom Sihanouk buscou exílio na China e abdicou do trono em meio a uma complexa crise política. Seu filho Norodom Sihamoni foi eleito o monarca sucessor. |
|         | Saad al-Abdullah | Kuwait            | 5 de janeiro 2006      | 24 de janeiro 2006    | Saad sucedeu a seu irmão, Jaber Al-Ahmad Al-Sabah, como Emir do Kuwait em 2006. Reinou por apenas nove dias antes de abdicar por problemas de saúde.                 |
|         | Beatriz          | Países Baixos     | 30 de abril de 1980    | 30 de abril de 2013   | Em 2013, Beatriz abdicou voluntariamente do trono neerlandês em favor de seu filho, Guilherme Alexandre.                                                             |
|         | Margarida II     | Dinamarca         | 14 de janeiro de 1972  | 14 de janeiro de 2024 | Em 2024, no aniversário de 52 anos de reinado, Margarida abdicou voluntariamente do trono dinamarquês em favor de seu filho, Frederico X.                            |